# 60 Thoughts a Minute
 (janvier 2017).
Si vous disposez d'ouvrages ou d'articles de référence ou si vous connaissez des sites web de qualité traitant du thème abordé ici, merci de compléter l'article en donnant les références utiles à sa vérifiabilité et en les liant à la section « Notes et références ».
Albums de Marilou
Marilou
(2007) Au Milieu de mon écart
(2013)
60 Thoughts a Minute est un album de la chanteuse québécoise Marilou, sorti et promu le 24 avril 2012 à l'Astral (Montréal), au Québec seulement.

## Histoire
C'est le 3e album pour Marilou et le 1er en anglais.
Avec 60 Thoughts a Minute, elle devient une auteure-compositrice puisqu'elle coécrit, et participe à la composition des morceaux de l'album, sauf pour Signal to the World dont elle signe intégralement paroles et musique.
L'album est réalisé par Jean-Benoît Lasanté et Samuel Joly.

## Liste des titres
| 1.    | 60 Thoughts a Minute I                  | 2:00 |
| 2.    | What If I Listened?                     | 4:01 |
| 3.    | Shot Down By a Smile                    | 3:06 |
| 4.    | Say the Right Thing                     | 3:39 |
| 5.    | Holiday                                 | 2:26 |
| 6.    | The Blame                               | 4:30 |
| 7.    | In Your Face, Hello                     | 3:35 |
| 8.    | No Thanks to You                        | 4:14 |
| 9.    | One Voice in a Million                  | 4:12 |
| 10.   | Signal to the World                     | 3:39 |
| 11.   | Take On the World                       | 4:19 |
| 12.   | Wake Me Up On Friday                    | 3:09 |
| 13.   | 60 Thoughts a Minute II                 | 1:06 |
| 14.   | Wake Me Up On Friday (version bilingue) | 3:12 |
| 47:08 |                                         |      |